# Кубок Грузії з футболу 2013—2014
Кубок Грузії з футболу 2013–2014 — (також відомий як Кубок Давида Кіпіані) 24-й розіграш кубкового футбольного турніру у Грузії. Титул здобуло Динамо (Тбілісі).

## Перший раунд
| Команда 1                   | Заг. | Команда 2               | 1-й матч | 2-й матч |
| --------------------------- | ---- | ----------------------- | -------- | -------- |
| 21 серпня / 5 вересня 2013  |      |                         |          |          |
| Спартак-Цхінвалі            | 7:3  | Чиатура (2)             | 4:1      | 3:2      |
| 21 серпня / 17 вересня 2013 |      |                         |          |          |
| Алгеті (Марнеулі) (2)       | 2:5  | Локомотив (Тбілісі) (2) | 1:2      | 1:3      |
| Зугдіді                     | 2:3  | Колхеті (Хобі) (2)      | 1:1      | 1:2 дч   |
| Гурія                       | 8:3  | Саповнела (2)           | 5:1      | 3:2      |
| Самтредія (2)               | 2:4  | Мерані                  | 2:4      | 0:0      |
| Шукура (2)                  | 3:1  | Шкурі (2)               | 1:0      | 2:1      |
| Сіоні                       | 11:3 | СТУ (Тбілісі) (2)       | 6:1      | 5:2      |
| Ляхві (3)                   | -:+  | ВІТ Джорджія            | -:+      | -:+      |
| 22 серпня / 17 вересня 2013 |      |                         |          |          |
| Металург (Руставі)          | 3:1  | Гагра (2)               | 2:0      | 1:1      |
| Динамо (Батумі) (2)         | 9:1  | Мерцхалі (2)            | 6:0      | 3:1      |
| Самгуралі (Цхалтубо) (2)    | 1:3  | Колхеті-1913 (2)        | 1:2      | 0:1      |
| Сулорі (2)                  | 0:10 | Зестафоні               | 0:5      | 0:5      |

## 1/8 фіналу
| Команда 1                 | Заг.         | Команда 2           | 1-й матч | 2-й матч |
| ------------------------- | ------------ | ------------------- | -------- | -------- |
| 25 вересня/30 жовтня 2013 |              |                     |          |          |
| Локомотив (Тбілісі) (2)   | 0:7          | Чихура              | 0:3      | 0:4      |
| Колхеті (Хобі) (2)        | 0:15         | Динамо (Тбілісі)    | 0:9      | 0:6      |
| Металург (Руставі)        | 5:1          | Колхеті-1913 (2)    | 2:0      | 3:1      |
| Діла                      | 2:2 (ч)      | Динамо (Батумі) (2) | 1:0      | 1:2      |
| Гурія                     | 2:3          | Мерані              | 1:2      | 1:1      |
| Сіоні                     | 2:0          | Зестафоні           | 1:0      | 1:0      |
| Торпедо (Кутаїсі)         | 4:4 пен. 6:5 | Спартак-Цхінвалі    | 2:2      | 2:2 дч   |
| 26 вересня/30 жовтня 2013 |              |                     |          |          |
| Шукура (2)                | 2:2 (ч)      | ВІТ Джорджія        | 1:0      | 1:2      |

## Чвертьфінали
| Команда 1                 | Заг. | Команда 2        | 1-й матч | 2-й матч |
| ------------------------- | ---- | ---------------- | -------- | -------- |
| 22 лютого/20 березня 2014 |      |                  |          |          |
| Торпедо (Кутаїсі)         | 2:4  | Діла             | 1:2      | 1:2      |
| Сіоні                     | 2:3  | Чихура           | 1:1      | 1:2      |
| Шукура (2)                | 3:0  | Мерані           | 0:0      | 3:0      |
| Металург (Руставі)        | 1:6  | Динамо (Тбілісі) | 0:2      | 1:4      |

## Півфінали
| Команда 1        | Заг. | Команда 2 | 1-й матч | 2-й матч |
| ---------------- | ---- | --------- | -------- | -------- |
| 8/23 квітня 2014 |      |           |          |          |
| Шукура (2)       | 2:5  | Чихура    | 1:2      | 1:3      |
| Динамо (Тбілісі) | 5:2  | Діла      | 1:0      | 4:2      |

## Фінал
| 21 травня 2014 18:00 (UTC+4) |

| Динамо (Тбілісі)          | 2:1      | Чихура           |
| ------------------------- | -------- | ---------------- |
| Хіско 22' Марцваладзе 60' | Протокол | Датунаїшвілі 49' |

| Стадіон імені Михайла Месхі, Тбілісі Глядачів: 5 000 Арбітр: Торніке Гванцеладзе |